# Xigubo
Xigubo (também xibugo) é um desfile guerreiro de origem zulu em que os homens, adornados de peles e colares, dança alinhados em fileiras paralelas.
Xigubo é uma dança tradicional moçambicana e que representa a resistência colonial do país sobretudo na região sul. Maioritariamente praticada nas regiões interiores de Gaza e Maputo, a dança tem poucos praticantes ao nível das cidades.
É tendo em conta este facto que a Associação Cultural Ucheni, localizada na Cidade de Maputo, está a desenvolver um programa que visa ensinar os passos do xigubo a crianças.